# Boligboble
En boligboble er en uholdbar kraftig øgning af boligpriserne.
En boligboble er kendetegnet ved at priserne på ejendom er løsrevet fra den økonomiske udvikling i samfundet og er drevet af spekulation. Spekulationen medfører stigende priser der får flere til at købe og som derfor medfører endnu højere priser. 
En boligboble er et eksempel på en økonomisk boble, som er drevet af selvopfyldende forventninger. Spekulationen drives af forventninger om at priserne forsat vil stige og dermed bliver forventningerne til de fremtidige priser selvopfyldende. Man taler i den situation om multiple ligevægte da der er en teoretisk ligevægtspris og så en højere ligevægtspris som er drevet af de selvopfyldende forventninger.

## Eksempler på boligbobler
Et meget berømt eksempel er den japanske boligboble, der udviklede sig fra 1985 indtil den sprang i 1990. Den førte til Japans tabte årti.
Andre eksempler er de bobler som byggedes op efter 2000, hovedsagelig som følge af et for lavt renteniveau, og som medførte:
- Den amerikanske ejendomsmarkedskorrektion 2006
- Den spanske ejendomsmarkedskorrektion 2006
- Den danske ejendomsmarkedskorrektion 2007